# بيتار توميتش
بيتار توميتش هو لاعب كرة قدم كرواتي في مركز الدفاع، ولد في 29 أكتوبر 1982 في فينكوفسي في كرواتيا. شارك مع منتخب كرواتيا تحت 17 سنة لكرة القدم. أما مع النوادي، فقد لعب مع إنتر زابرشيتش.

## وصلات خارجية
- بيتار توميتش على موقع قاعدة بيانات كرة القدم.إي يو (الإنجليزية)
- بيتار توميتش على موقع Soccerway.com (الإنجليزية)
- بيتار توميتش على موقع عالم كرة القدم.نت (الإنجليزية)